# Pubalgia
La pubalgia è una patologia infiammatoria non infettiva che colpisce la sinfisi pubica e l'inserzione delle strutture muscolo-tendinee sulla componente pubica dell'osso del bacino, colpendo solitamente la muscolatura adduttoria (muscoli pettineo, gracile, adduttore breve, adduttore lungo, grande adduttore) ed il retto addominale.
Tale patologia si manifesta con una sintomatologia dolorosa ad esordio acuto o subacuto.

## Terapia
La terapia può prevedere trattamento antinfiammatorio e fisioterapico ed eventuale cruentazione chirurgica della inserzione osteo-tendinea. Recentemente buoni risultati sono stati ottenuti con la terapia con onde d'urto indicata nelle tendinopatie inserzionali come questa. Le sedute di onde d'urto devono essere somministrate una volta a settimana per circa 300 giorni. Nei giorni successivi è possibile svolgere trattamenti complementari come Tecar, ipertermia, laser ad alta potenza. In fase acuta il soggetto deve assolutamente rimanere a riposo da sforzo atletico e sottoporsi a terapia medica a cui segue quella fisioterapica.
Nella situazione cronica oltre alle terapie mediche si ricorre anche al recupero funzionale mediante attività fisica mirata, come l'allungamento della muscolatura adduttoria sia tradizionale che P.N.F. (facilitazione neuromuscolare propriocettiva).
Allungamento catena posteriore tramite squadra Mézières o Stretching Globale Attivo.
Esercizi propriocettivi mono e bipodalici, su varie superfici, in vari decubiti, a occhi aperti e chiusi, salendo con un salto ecc.
Potenziamento dei muscoli retroversori del bacino, mettendo particolare attenzione agli addominali.
Trofismo e forza muscolare tramite isometria ed elastici. Coordinazione intermuscolare e riprogrammazione dello schema motorio tramite oscillazioni e slanci degli arti inferiori, diversi tipi di corsa (rettilinea, curva, in accelerazione e decelerazione, con cambi di direzione, con vari tipi di arresto), tramite diverse andature (corsa calciata, passo laterale ecc..). Al bisogno inserire anche gesti specifici attinenti all'eventuale sport praticato. Si può in conclusione dire che la pubalgia è un'entità patologica ben nota, che tramite una diagnosi precoce permette di dare un trattamento adeguato ed efficace.